# Mato Grosso
Mato Grosso (ejtsd: matu groszu; a portugál név jelentése magyarul: sűrű erdő) egyike Brazília szövetségi államainak, az ország nyugati részében.
Területe 903 357 km² – Magyarország területének tízszerese –, ezzel Brazília harmadik legnagyobb állama. Népessége 2006-os becslés szerint 2 856 999. Székhelye Cuiabá.
A szomszéd államok (nyugatról, az óramutató járása szerint): Rondônia, Amazonas, Pará, Tocantins, Goiás és Mato Grosso do Sul.
Lapos vidék, amelyen alföldek és chapadák (fennsíkok) váltakoznak. Három fő ökoszisztémája: Cerrado, Pantanal és az amazóniai esőerdő.

## Történelem
A vidék őslakói a bororo indiánok. A 19. század végéig katonai őrjáratok védték a telepeseket a bororo portyázókkal szemben.
1903-ban az állam délnyugati részét Bolíviához csatolták, cserébe a mai Acre állam területéért. 1977-ben kettéosztották Mato Grosso államot, déli részéből szervezték meg Mato Grosso do Sul államot.
Percy Fawcett ezredes a XX. század elején több expedíciót vezetett a térségben az általa Z-nek nevezett város felkutatására.